# Cadwallon ab Ieuaf
Cadwallon ab Ieuaf (ook bekend als Cadwallon ab Idwal, overleden 986) was koning van Gwynedd van 985 tot 986. Hij was een zoon van Ieuaf ab Idwal en een kleinzoon van Idwal Foel.
Cadwallon volgde zijn broer Hywel op na diens dood. Hij regeerde vermoedelijk samen met een andere broer, Maig. In 986 viel Maredudd ab Owain, de koning van Deheubarth, Gwynedd binnen. Hij versloeg Cadwallon, die daarbij omkwam, en nam de macht in Gwynedd over.